# Viriot & Janin
Viriot & Janin, est un constructeur automobile français.

## Production
L’entreprise basée à Suresnes a commencé à produire des automobiles en ?. Le nom de la marque était Viriot & Janin. L’usine était située au 4, Rue du Commandant-Rivière. En 1919, l’entreprise se lance dans la 
Constructions Electriques et Mécaniques de Suresnes. Comme marque de commerce, la société Automobiles Viriot & Janin C.E.M.S. avait une excellente mascotte, la « Fée Electrique ».
Il y a eu une collaboration entre Motosacoche  « MAG » et Viriot & Janin.
Il y a eu une collaboration entre Brasier   et Viriot & Janin.
Viriot et Janin produisait également des moteurs puissants pour les yachts à moteur, ici un moteur de 175 CV pour le yacht appelé Dream d’une longueur de 25 m.